# Иван Бальов
Иван Бальов е български революционер, деец на Вътрешната македоно-одринска революционна организация.

## Биография
Бальов е роден в кумановското село Винце, тогава в Османската империя, днес в Северна Македония. Остава без образование. Присъединява се към ВМОРО и става селски войвода. След като Кумановско попада в Сърбия в 1913 година е арестуван и жестоко малтретиран от сръбските власти.